# Dorokandang
Dorokandang is een bestuurslaag in het regentschap Rembang van de provincie Midden-Java, Indonesië. Dorokandang telt 2657 inwoners (volkstelling 2010).